# 폭동적 시위진압
폭동적 시위진압(暴動的示威鎭壓, police riot)이란 정치적 억압을 목적으로 민간인에 대한 무자비한 대규모 폭력행위이다. 경찰에 의해 자행되는 폭동이라고도 해석된다. 이 표현은 1968년 민주당 전국대회 당시 발생한 폭력사태를 Walker Report 지에서 다루면서 처음 사용했다.
대한민국에서는 5.18 광주민주화운동과 관련하여 진압군의 진압방식을 나타내는 말로 쓰였다.

## 같이 보기
- 5.18 광주민주화운동